# Fototranzisztor
A fototranzisztorok a fény érzékelésére alkalmas tranzisztorok, a belső fotoelektromos hatás ugyanazon az elven alapul, mint a fotodiódáknál.

## Szerkezete, felépítése

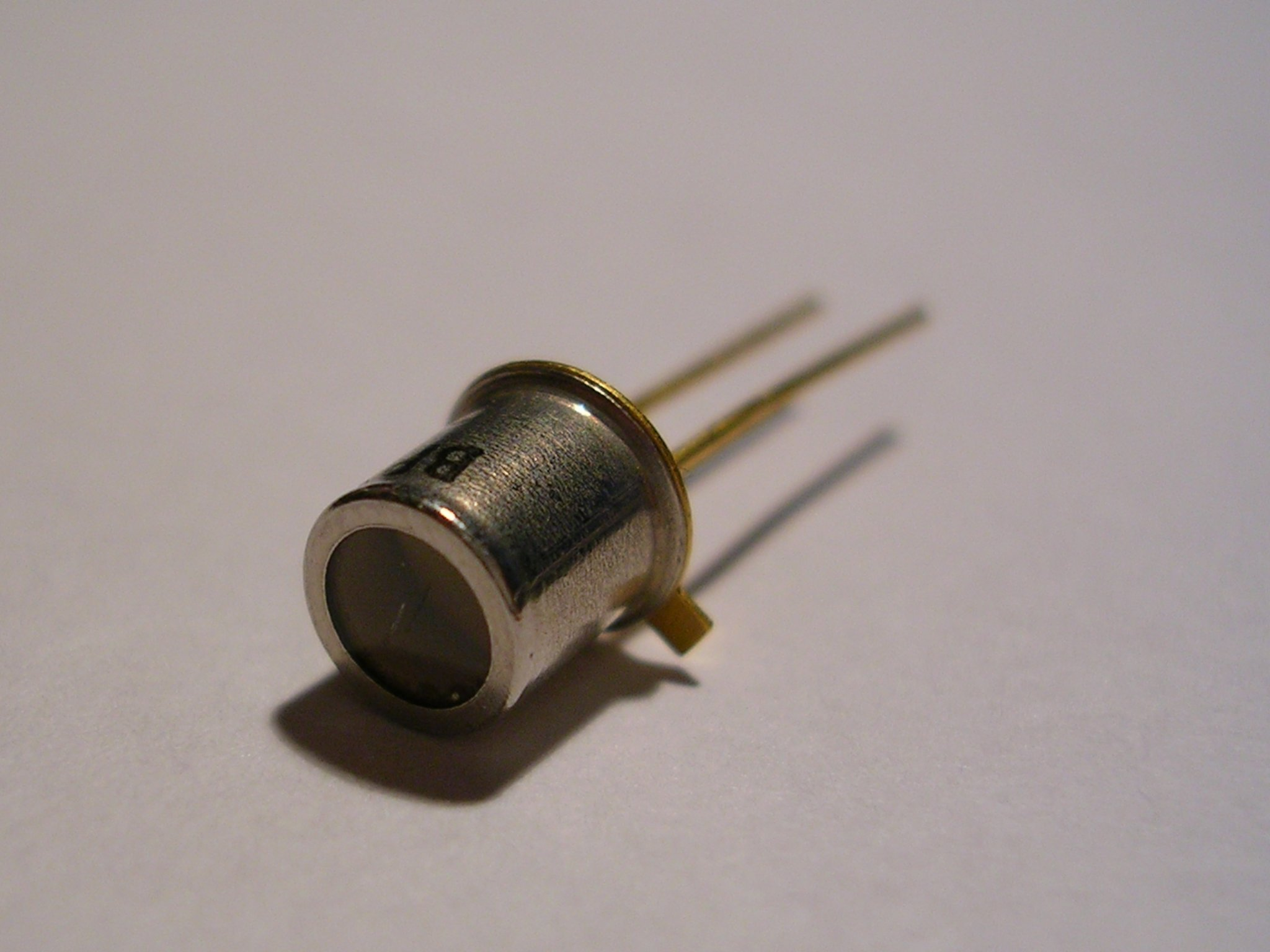
Fototranzisztor

Szerkezetük megegyezik a bipoláris tranzisztorok felépítésével, vagyis jól elkülöníthető emitter-, bázis-, kollektortartománnyal rendelkeznek, npn és pnp változatban egyaránt léteznek. A lényeges eltérés abban mutatkozik meg, hogy a fototranzisztorok működését fény vezérli, ezek az eszközök ennek megfelelően legtöbbször két kivezetéssel, emitter és kollektorkivezetéssel rendelkeznek csupán.
A korszerű szilícium fototranzisztorok planár technológiával készülnek. A fénysugár a fotodiódaként működő emitter-bázis átmenetet éri, amelyen keresztül ennek hatására fotoáram indul. Ezt a fotoáramot mint bázisáramot a tranzisztor felerősíti, a kollektoráramot tehát felerősített fotoáram képezi. A fototranzisztorok lényegesen érzékenyebbek a fotodiódáknál, mert a megvilágítás mértékének kisebb változásaira is jobban reagálnak. A fényérzékeny felületre vagy síküveget, vagy pedig lencsét helyeznek tokozással egybeépítve. A lencsés megoldásnak az az előnye, hogy megnöveli a fototranzisztor irányérzékenységét: a merőlegesen beeső fénysugarak hatását kiemeli, míg az oldalról érkező megvilágítás hatását csökkenti.

NPN fototranzisztor szimbóluma

A három kivezetéssel rendelkező fototranzisztorok különféle üzemmódokban működtethetők, mert ekkor a bázisáramot nemcsak a megvilágítás, hanem a céljainknak megfelelő áramköri beállítás is befolyásolja.

## Alkalmazási terület
A fototranzisztorokat önállóan olyan helyeken alkalmazzák, ahol a fotodiódák fényérzékenységét meghaladó, kevéssé változó megvilágításra is jól reagáló áramkörre van szükség.